# Пиатра (Брадулец)
Пиатра (рум. Piatra) насеље је у Румунији у округу Арђеш у општини Брадулец. Oпштина се налази на надморској висини од 556 m.

## Становништво
Према подацима из 2011. године у насељу је живело 86 становника.